# Joaquim da Ponte
Joaquim da Ponte foi um Governador Civil de Faro entre 24 de Maio de 1915 e 10 de Maio de 1917.